# Resident Evil 4
Resident Evil 4, conhecido no Japão como Biohazard 4 (バイオハザード4, Baiohazādo Fō), é um jogo eletrônico de survival horror e tiro em terceira pessoa desenvolvido e publicado pela Capcom, lançado originalmente para o GameCube em 2005. É o sexto jogo principal da franquia Resident Evil.
A história segue o agente especial Leon S. Kennedy, que é enviado em uma missão para resgatar a filha do presidente dos Estados Unidos, Ashley Graham, que foi sequestrada por um culto religioso em uma parte rural da Espanha. Leon luta contra hordas de inimigos infectados por um parasita controlador de mentes e se reúne com a espiã Ada Wong. Afastando-se dos ângulos de câmera fixa e do estilo de jogo mais lento dos títulos anteriores, Resident Evil 4 apresenta um sistema de câmera dinâmico e jogabilidade orientada para a ação.
Planejado desde dezembro de 1999, o jogo foi submetido a um longo processo de desenvolvimento, durante o qual quatro versões foram descartadas. Inicialmente desenvolvido para o PlayStation 2, a primeira produção foi dirigida por Hideki Kamiya depois que o produtor Shinji Mikami pediu-lhe para criar um novo título para a série Resident Evil; no entanto, como este sentiu que o projeto havia se afastado muito de suas raízes, ele foi desmembrado em um novo jogo chamado Devil May Cry por recomendação dele. Outras versões foram descartadas até que Mikami assumiu a função de diretor do que se tornou o produto final. O jogo foi destinado a ser um exclusivo do GameCube como parte do Capcom Five, mas uma versão para PlayStation 2 foi anunciada antes mesmo do lançamento. Posteriormente, também foi lançado para Windows, Wii, PlayStation 3, Xbox 360, PlayStation 4, Xbox One e Nintendo Switch, bem como recebeu versões reduzidas para iOS, Zeebo e Android e teve uma versão em realidade virtual para o Oculus Quest 2.
Resident Evil 4 recebeu aclamação da crítica. Ele ganhou muitos prêmios de Jogo do Ano em 2005 e foi visto como um sucesso multiplataforma que influenciou a evolução dos gêneros survival horror e de tiro em terceira pessoa. O jogo também foi pioneiro e popularizou a perspectiva de visão "sobre o ombro" em terceira pessoa. Desde então, tem sido amplamente considerado um dos melhores jogos de todos os tempos. Uma recriação de mesmo nome foi lançada em março de 2023.

## Jogabilidade

Leon em confronto com um grupo de Ganados. Ao contrário de lançamentos anteriores da série, Resident Evil 4 posiciona a câmera constantemente por trás e por cima do ombro do protagonista. A mira laser permite ao jogador disparar em zonas chave dos inimigos.

O jogador controla o protagonista Leon S. Kennedy a partir de uma perspectiva em terceira pessoa. A jogabilidade centra-se na ação e tiroteios envolvendo multidões de inimigos em grandes áreas abertas. A câmera é colocada atrás de Leon, e amplia para uma visão sobre o ombro quando se aponta uma arma. Ao contrário dos jogos anteriores da série, há a adição de uma mira laser que adiciona uma nova profundidade ao apontar, permitindo que o jogador mire em várias direções e facilmente mude sua colocação em qualquer momento. Balas afetam os inimigos especificamente onde são atingidos: tiros nos pés podem fazer os inimigos tropeçar, enquanto tiros nos braços podem fazer eles largarem suas armas.
Outro novo aspecto de Resident Evil 4 é a inclusão de controles sensíveis ao contexto. Com base na situação, o jogador pode interagir com os aspectos de seu ambiente: derrubar uma escada, saltar de uma janela ou esquivar-se de um ataque inimigo. Há também eventos em tempo real, no qual o jogador deve pressionar os botões indicados na tela para executar ações como correr de uma pedra caindo ou lutar um inimigo para se manter vivo. Este recurso é incorporado muitas vezes em muitas batalhas contra os chefes do jogo, onde o jogador deve evitar ataques que causam morte instantânea.
Os principais inimigos são moradores violentos referidos como Los Ganados ("O Gado" em espanhol). Eles podem se esquivar, executarem ataques corpo a corpo ou usar armas brancas, e são capazes de trabalhar em conjunto e de se comunicar uns com os outros. Essas pessoas eram simples agricultores até tornarem-se no produto de uma infestação de Las Plagas ("As Pragas", em espanhol).
O inventário do jogo apresenta um sistema de grade, representado por uma pasta executiva, em que cada item ocupa um certo número de espaços. A maleta pode ser atualizada várias vezes, liberando mais espaço. Armas, munições e itens de cura são mantidos na pasta, enquanto itens essenciais são mantidos em um menu separado. Os itens podem ser comprados ou vendidos a um comerciante que aparece em vários locais ao longo do jogo. Ele vende sprays de primeiros socorros, armas, atualizações para as armas e compra vários tesouros que Leon encontra. Todas as armas possuem suas próprias vantagens e desvantagens.
A Capcom adicionou conteúdos adicionais feitos especificamente para o PlayStation 2, que mais tarde também foram incorporados nas versões de Windows e Wii. A maior adição é o minijogo "Separate Ways", que gira em torno do envolvimento de Ada Wong durante a campanha principal e sua conexão com Albert Wesker, um ex-membro dos S.T.A.R.S., que agora está tentando reviver a Umbrella Corporation. "Ada's Report", um documentário de cinco partes, analisa a relação de Ada com Wesker e seu papel na trama. Outros conteúdos desbloqueáveis em todas as versões incluem o minijogo "The Mercenaries" e "Assignment Ada" (em que o jogador, controlando Ada, deve recuperar amostras de plagas), além de novos trajes para Leon e Ashley, novas armas desbloqueáveis e os filmes do jogo.

## Enredo
Seis anos após os acontecimentos de Resident Evil 2, o ex-policial Leon Scott Kennedy é enviado em uma missão para resgatar Ashley Graham, filha do presidente dos Estados Unidos, que foi raptada por uma seita misteriosa. Ele viaja para uma aldeia rural na Espanha, onde encontra um grupo de moradores violentos que dedicam suas vidas para os Los Illuminados ("os iluminados" em espanhol), o culto que sequestrou Ashley. Os moradores eram simples fazendeiros até serem infectados por um parasita conhecido como Las Plagas ("A Praga" em espanhol).
Na vila, Leon é capturado pelo chefe da aldeia, Bitores Mendez, que injeta nele o parasita Las Plagas. Ele é mantido amarrado em um cativeiro juntamente com Luis Sera, um ex-pesquisador dos Illuminados. Os dois trabalham juntos para escapar, mas em seguida seguem caminhos separados. Leon descobre que Ashley está sendo mantida presa em uma capela, e consegue resgatá-la. Ambos fogem do local após Osmund Saddler, líder da seita, revelar seus planos para usar as Plagas injetadas em Ashley para causar um desastre nos Estados Unidos quando ela retornar.
Leon e Ashley tentam se refugiar dentro do castelo de Ramon Salazar, um servo de Saddler, mas são atacados por mais Illuminados. Os dois são separados um do outro por armadilhas de Salazar. Enquanto isso, Sera procura por pílulas para retardar a infecção de Leon e Ashley, e, em seguida, acha uma amostra de plaga. Ele traz os dois itens para Leon, mas é morto por Saddler, que toma a amostra, enquanto as pílulas para suprimir a infecção permanecem na posse de Leon. Ainda no castelo, ele se encontra brevemente com Ada Wong, uma mulher de seu passado que o apoiou em toda a sua missão. Por fim, ele confronta e mata Salazar. Leon então descobre que Ashley foi levada para um centro de pesquisa em uma ilha vizinha e vai encontrá-la.
Leon descobre depois que um de seus ex-companheiros de seus anos de formação, Jack Krauser, está vivo e é responsável pelo sequestro de Ashley. Ada e Krauser estão trabalhando juntos para alguém relacionado a Umbrella, que Krauser pretende para matar Saddler quando ele tiver chance. Este descobre os planos, e ele ordena a Krauser para matar Leon, sabendo que não importa qual deles morra, pois ele iria se beneficiar. Após derrotar Krauser, Leon resgata Ashley, e eles removem as plagas de seus corpos usando um dispositivo radioterápico especializado. Leon confronta Saddler depois de ver Ada como seu refém. Com a ajuda dela, Leon mata Saddler e Ada leva a amostra. Ela então foge do complexo em um helicóptero, deixando Leon e Ashley para escaparem em seu jet-ski enquanto a ilha explode.

## Desenvolvimento

### Versões descontinuadas
Projetado inicialmente em dezembro de 1999, Resident Evil 4 foi submetido a um longo período de desenvolvimento durante o qual quatro versões propostas para jogo foram descartadas. Inicialmente desenvolvido para o PlayStation 2, a primeira tentativa foi dirigida por Hideki Kamiya depois que o produtor Shinji Mikami pediu-lhe para criar um novo título para a série Resident Evil. Por volta de 2000, o escritor regular da franquia Noboru Sugimura criou o roteiro com base na ideia de Kamiya para fazer um jogo de ação "legal" e "elegante". A história foi baseada em desvendar o mistério em torno do corpo do protagonista Tony, um homem invencível com habilidades e intelecto superior ao de pessoas normais, com suas habilidades sobre-humanas explicadas com base na biotecnologia. Como Kamiya sentiu que o personagem jogável não parecia bravo e heroico o suficiente nas batalhas com a câmera em um ângulo fixo, ele decidiu abandonar os fundos pré-renderizados dos jogos anteriores e em vez disso optou por um sistema de câmera dinâmica. Com esta nova direção, a equipe precisou fazer uma viagem para a Europa, onde passaram onze dias no Reino Unido e na Espanha, fotografando coisas como estátuas góticas, tijolos e pavimentos de pedra para uso em texturas.
Embora os desenvolvedores tentaram tornar o tema "legal" para se encaixar no mundo de Resident Evil, Mikami sentiu que a ideia tinha desviado muito das raízes do survival horror da série e gradualmente convenceu todos os membros da equipe para tornar o jogo independente. Kamiy reescreveu a história para ser definido em um mundo cheio de demônios e mudou o nome do herói para Dante. O elenco de personagens se manteve praticamente idêntico ao que no roteiro de Sugimura, embora a mãe do herói e eu pai, este último uma versão inicial do fundador da Umbrella Lord Spencer, foram escritos fora da história. O novo título do jogo foi revelado como Devil May Cry em novembro de 2000, e o desenvolvimento de Resident Evil 4 começou novamente no final de 2001.
O primeiro anúncio oficial do jogo foi feito em novembro de 2002, como um dos cinco jogos exclusivamente desenvolvidos pela Capcom Production Studio 4 para o Nintendo GameCube. Esta versão, comumente chamado de "versão da névoa", foi dirigida por Hiroshi Shibata e o projeto já estava com quarenta por cento concluído naquele momento. Desta vez, o jogo contava com Leon S. Kennedy se infiltrando na sede da Umbrella na Europa e com os tradicionais monstros de Resident Evil, como os zumbis. Durante o curso da nova história, que foi novamente escrita pela Flagship, empresa de Sugimura, Leon tornou-se infectado com o vírus Progenitor e possuía um poder oculto em sua mão esquerda. O produtor da versão final também apontou que Ashley não existia naquela época, embora houvesse uma garota diferente, que nunca foi revelada ao público. No entanto, decidiu-se iniciar o desenvolvimento de novo.

Esta captura de tela de uma versão cancelada retrata Leon lutando contra o homem gancho. Embora esta versão anterior use ângulos de câmera fixa ao explorar ambientes, as batalhas já empregam a visão sobre o ombro vista no jogo final.

Na Electronic Entertainment Expo de 2003, outra versão foi revelada ao público, ficando amplamente conhecida como a "versão do homem gancho", Durante introdução do trailer de Mikami, ele garantiu que o desenvolvimento estava ocorrendo muito bem e afirmou que o jogo seria mais assustador do que nunca. A história foi definida em um edifício assombrado onde Leon contraiu uma doença estranha e lutava contra inimigos paranormais, como armaduras medievais, bonecas vivas e um homem armado com um grande gancho. O jogo trazia uma sensação de outro mundo para ele, contendo elementos como flashbacks e alucinações que eram marcadas por um tom azulado e uma balançada na câmera. Esta versão também contava com várias mecânicas de jogo usadas na versão final, como a câmera sobre o ombro para mirar durante as batalhas. Outras características, tais como opções de diálogo, foram removidos mais tarde.
Embora descartada, cinco minutos de cenas desta versão do jogo foram incluídas no Biohazard 4 Secret DVD, um bônus de pré-venda no Japão distribuído em janeiro de 2005. Após esta tentativa, a última revisão cancelada tinha zumbis novamente, mas foi interrompida antes de ser mostrada ao público, já que os desenvolvedores sentiram que era muito estereotipada.

### Versão final
Depois disso, foi decidido mudar o gênero do jogo para reinventar a série. Mikami assumiu a função de diretor e começou a trabalhar na versão que foi lançada. Mais tarde, em uma entrevista, ele mencionou que foi colocado sob enorme pressão pela Capcom, que havia ameaçado o cancelamento da série se o jogo não vendesse bem. Segundo o produtor recém-atribuído Hiroyuki Kobayashi, a equipe de desenvolvimento sentia-se deprimida e estava complicado motivá-los após o foco do jogo mudar de horror para ação. Embora Mikami exigiu que o sistema de câmera fosse completamente revisto, os membros da equipe tinham ressalvas sobre fazer grandes mudanças na série que ele havia criado.
Eventualmente, ele interveio, explicou suas propostas e escreveu uma nova história para o título que, ao contrário dos jogos anteriores, não estava centrada na Umbrella. Inspirado por Onimusha 3: Demon Siege, um jogo do qual Mikami gostava de jogar, mas que poderia ter sido melhor com uma visão diferente, ele decidiu colocar a câmera por trás da personagem jogável. Para ir de encontro com a nova jogabilidade e história, um novo tipo de inimigo chamado "Ganado" foi criado, em vez de usar as criaturas mortas-vivas dos Resident Evils anteriores. Além disso, os produtores também deram atenção especial para modificar e atualizar as personagens que apareceram anteriormente na série. Em um documentário explicando a concepção de personagens do jogo, um dos designers afirmou que ele pretendia fazer Leon Kennedy "parecer mais durão, mas também legal".
Os dubladores em inglês gravaram suas partes em quatro sessões, ao longo de três a quatro meses. A Capcom contratou Shinsaku Ohara como tradutor do roteiro e coordenador de voz. Em uma entrevista para a IGN, Carolyn Lawrence, que forneceu a voz para Ashley Graham, descreveu sua personagem como "vulnerável, porque Leon tem que vir em seu socorro o tempo todo". Ela também descreveu o personagem de Kennedy como "talvez mais músculo do que cérebro". Além da dublagem, o designer do jogo detalhou cada sequência cinematográfica de modo que as expressões faciais de cada personagem combinassem com o tom da voz do ator.
Junto com Resident Evil: Dead Aim e Resident Evil Outbreak, dois títulos spin-off que não se enquadravam no âmbito da política de exclusividade, foi anunciado em 31 de outubro de 2004 que Resident Evil 4 seria lançado para o PlayStation 2 em 2005, sendo citados o aumento de lucro, as mudanças das condições do mercado e aumento da satisfação do consumidor como as razões principais. Esta versão incluiria novos recursos, principalmente um novo minijogo com Ada Wong. Em 1 de fevereiro de 2006, a Ubisoft anunciou que iria publicar o jogo para Microsoft Windows. Em 4 de abril de 2007, uma versão para Wii foi anunciada e lançada no final do ano. O jogo apresenta todos os extras da versão do PlayStation 2, juntamente com outras adições, incluindo um trailer de Resident Evil: The Umbrella Chronicles.

## Lançamento
A versão original para o GameCube contou com duas edições de colecionador diferentes. A primeira estava disponível como pré-encomenda e incluía o jogo, um livro de arte do "prólogo" e uma camiseta. A GameStop ofereceu mais uma edição limitada que foi embalada em uma caixa de metal com o livro de arte, um celuloide de Leon e um CD da trilha sonora. A Austrália recebeu uma edição de um coletor exclusiva que veio com o jogo e um disco bônus com entrevistas e filmagens do criador.

### Portes
Resident Evil 4 foi portado para o PlayStation 2 após a Capcom afirmar que tinha quebrado o acordo de exclusividade com a Nintendo. Ele foi lançado na América do Norte em 25 de outubro de 2005. Mais tarde, o jogo foi incluído com Resident Evil CODE: Veronica X e Resident Evil Outbreak como parte da compilação Resident Evil: The Essentials. A versão de PlayStation 2 contou com dois pacotes padrões e de colecionador de pré-encomendas. O pacote padrão incluía o jogo e uma camiseta, enquanto a edição de colecionador chamada: Resident Evil 4 (Capcom Direct Bundle) vinha com o jogo, uma camiseta, uma estatueta de Leon e a trilha sonora. Este pacote se esgotou rapidamente, resultando no lançamento de um segundo, que incluía uma estatueta de Ada. Outro, chamado de Resident Evil 4: Premium Edition, foi embalado em uma maleta de metal, juntamente com o livro de arte, um documentário em DVD e uma arte em celuloide de Ada.
Uma versão para Microsoft Windows foi desenvolvida pela Sourcenext e publicada pela Typhoon Games, lançada pela primeira vez em Hong Kong em 1 de fevereiro de 2007. Em março do mesmo ano, ela foi lançada na Europa, América do Norte e Austrália pela Ubisoft. O porte continha todos os bônus da versão para PlayStation 2, além de suportar múltiplas resoluções widescreen. As questões de sombra e iluminação foram arrumadas no primeiro e único pacote de atualizações lançado. Em 27 de fevereiro de 2014, a Capcom relançou Resident Evil 4 para Windows com o subtítulo Ultimate HD Edition, que implementou gráficos em alta definição.
A versão para Wii foi lançada em 31 de maio de 2007 no Japão e em 19 de junho de 2007 nos Estados Unidos. Ela apresenta novos controles que envolvem o Wii Remote e o Nunchuk, juntamente com a capacidade de usar o Classic Controller em vez disso. O Wii Remote é capaz de apontar e disparar em qualquer lugar na tela com um retículo que substitui a mira laser das outras versões. Ele também pode ser movimentado para utilizar a faca. Este porte já inclui o conteúdo do PlayStation 2 e um trailer de Resident Evil: The Umbrella Chronicles.
Resident Evil 4 chegou aos celulares primeiramente no Japão, sendo distribuído pela au e lançado em 1 de fevereiro de 2008. As diferenças da versão original incluem a mudança do fluxo da história de contínua para dividida em seções como "Vila", "Forte", "Ravina" "Fortaleza" e "Túnel Subterrâneo". Há também um modo "The Mercenaries" mais desafiador. O jogo usa o motor gráfico MascotCapsule, e também acabou sendo adaptado para o Zeebo e iOS.
Em 13 de julho de 2009, sem qualquer anúncio formal, Resident Evil 4 foi lançado para o iOS no Japão através da App Store, mas foi rapidamente removido. Apesar disso, alguns jogadores foram capazes de comprar e baixar o jogo, que acabou sendo oficialmente lançado no Japão e na América do Norte. Mais tarde, a Capcom lançou uma nova versão separada chamada Resident Evil 4 for Beginners, que oferece os dois primeiros níveis (e um outro nível de treinamento) de ambos modo história e "Mercenaries". No entanto, o resto dos níveis estão disponíveis para compra como conteúdo para download. Devido ao lançamento do iPad, a Capcom recriou a versão de iPhone para o novo aparelho, atualizando os gráficos para alta definição.
Em 23 de março de 2011, versões em alta definição de Resident Evil CODE: Veronica e Resident Evil 4 foram anunciadas para o Xbox 360 e PlayStation 3 como parte da série Resident Evil: Revival Selection. Em 23 de julho de 2011, a Capcom revelou que Resident Evil 4 seria lançado em 20 de setembro de 2011 na América do Norte e Europa pela Playstation Network e Xbox Live Games on Demand. Enquanto isso, no Japão ambos os jogos foram lançados em um único disco com o título Biohazard Revival Selection em 8 de setembro de 2011. Uma nova versão para Xbox One e PlayStation 4 foi lançada no terceiro trimestre de 2016.
Em abril de 2013, Resident Evil 4 também foi lançado para Android, mas fora do Japão é exclusivo para dispositivos da Samsung, sendo distribuído através do Samsung Galaxy Apps.

### Mercadorias
Um álbum intitulado Biohazard 4 Original Soundtrack foi lançado no Japão em 22 de dezembro de 2005. Ele contém 62 composições do jogo um livreto visual de 48 páginas com encarte dos compositores Shusaku Uchiyama e Misao Senbongi. Também foram fabricadas figuras pela McFarlane Toys, NECA e Hot Toys. A Agatsuma Entertainment criou ainda várias coleções em miniatura com base nos personagens principais e em inimigos presentes no jogo. Dois controladores especiais projetados para se parecerem com motosserras foram desenhados pela NubyTech para uso no GameCube e PlayStation 2.

## Recepção

### Vendas
Um ano após o lançamento oficial, a Capcom anunciou, em janeiro de 2006, que mais de três milhões de cópias tinham sido vendidas para as versões de GameCube e PlayStation 2. Segundo a empresa em um novo comunicado em 17 de janeiro de 2007, as vendas para o GameCube ultrapassaram a marca de um milhão e meio de unidades vendidas em todo o mundo, enquanto a versão do PlayStation 2 tinha vendido mais de dois milhões de cópias. Em 30 de setembro de 2011, foi informado que a versão para Wii tinha vendido 1,9 milhões de unidades. De acordo com a lista de títulos de platina da Capcom, o jogo vendeu 5,9 milhões de unidades em todos os formatos, tornando-se no quarto jogo de maior venda da série Resident Evil, o qual detém o recorde de "jogo de survival horror com mais vendido" na edição de 2012 do Guinness World Records Gamer's Edition. Em 2021, as vendas somavam 2,3 milhões de copias no PlayStation 2, PlayStation 4 e Xbox One, dois milhões de unidades no Wii, 1,6 milhões na versão Ultimate HD Edition para Windows e no GameCube e 1,2 milhões de unidades vendidas no PlayStation 3 e Xbox 360.

### Críticas profissionais
Resident Evil 4 foi aclamado pela crítica e recebeu uma pontuação global de 96 de 100 no Metacritic para as versões de GameCube e o PlayStation 2. No Game Rankings, estas versões também têm a classificação mais alta, que superam 95% de aprovação. Além do jogo, os personagens e a história em geral receberam comentários positivos.
Escrevendo para a GameSpot, Greg Kasavin elogiou a dublagem do jogo, mas alegou que existiam alguns "diálogos estranhamente patetas". Adam Pavlacka do Yahoo! Games e Kevin VanOrd do GameSpot elogiaram a Capcom pela adição de grandes quantidades de detalhes para os personagens. Matt Casamassina do IGN foi mais detalhista em sua revisão de Resident Evil 4, elogiando não só o design dos personagens, mas também a coreografia das lutas e modelagem tridimensional em sequências cinemáticas. Casamassina elogiou ainda os dubladores do jogo, especialmente Paul Mercier, comentando que "pela primeira vez, é possível acreditar nos personagens porque a Capcom contratou atores competentes para suprir suas vozes. Leon em particular é muito bem produzido". O programa X-Play do G4 deu a classificação máxima de cinco estrelas a Resident Evil 4 por causa da introdução de um novo estilo de jogo para a série, como bem como pela incorporação de momentos onde o jogador tem que interagir com as cenas. Posteriormente, ele foi classificado como vigésimo primeiro melhor jogo da história pelo programa. O aumento da variedade de armas também foi elogiado por publicações de jogos como GamePro e Game Over Online. A Game Informer afirmou que a munição é mais abundante neste jogo do que em qualquer outra da série, tornando-o mais orientado para a ação. Na edição de outubro de 2013 da revista Edge, o jogo foi classificado retroativamente com uma nota perfeita de dez.
As avaliações para a versão de computador não foram tão positivas. O porte foi fortemente criticado por não ter suporte ao mouse e controles do teclado frustrantes, cutscenes em full motion video de baixa qualidade e renderização de gráficos ruins, sendo necessário jogar com um gamepad para uma mira mais precisa. Apesar disso, a IGN e a GameSpot elogiaram a jogabilidade. Já a versão Ultimate HD lançada em 2014 foi melhor recebida. Cameron Woolsey do GameSpot elogiou os gráficos em alta definição, a possibilidade de usar teclado e mouse nativos e dos botões serem personalizáveis, além do jogo rodar em sessenta quadros por segundo. No entanto, ele criticou a falta de atenção dada ao modo "Separate Ways", que continuou com texturas em baixa definição, e os lags ocorridos durante os eventos em tempo real. Para Wes Fenlon do PC Gamer, esta foi a melhor versão que ele jogou. Fenlon elogiou a mira precisa do mouse, embora não fosse possível usá-lo para organizar o inventário. Ele detacou ainda os gráficos em alta definição e a inclusão da opção de sessenta quadros por segundo, embora tenha notado que apesar da cadência de quadros estar travada, em certos momentos a opção gerava lags no jogo, deixando-o em câmera lenta e com o áudio e o vídeo dessincronizados.
Escrevendo para a IGN, Levi Buchanan avaliou as versões móveis do jogo. Ele elogiou os detalhes gráficos e o sistema de fases adaptados para a versão de iPhone, embora tenha criticado os controles por serem imprecisos e complicados, além da câmera ficar mal posicionada em alguns pontos. Já para a versão de iPad, Buchanan reclamou da versão simplificada do jogo, alegando que as fases são "vagamente ligadas por cenas com narrativas curtas", dizendo que o sistema tinha mais potência e uma tela maior do que o iPhone e portanto poderia apresentar uma história mais consistente. O revisor ainda criticou a movimentação completamente truncada e a incapacidade de mover a mira livremente. Por fim, ele descreveu o porte como "desajeitado". Oli Welsh da EuroGamer criticou a jogabilidade da versão para iPhone, mas elogiou os gráficos e o modo "Mercenaries", concluindo que a Capcom errou ao utilizar tecnologia ultrapassada, inserir pouco conteúdo adicional e por fazer uma adaptação ruim para o sistema da Apple.
A revista japonesa Famitsu avaliou a versão de Wii, com dois editores dando ao jogo uma pontuação perfeita de dez, e outros dois avaliadores dando-lhe uma nota nove, resultando em uma média de 38 de 40. Os revisores observaram que os controles melhorados oferecem algo novo e diferente. Eles concordaram que mesmo os jogadores que possuem o jogo original iriam encontrar algo divertido e agradável nesta versão. Já a revista revista britânica NGamer deu uma pontuação de 96% para a versão de Wii, ligeiramente inferior aos 97% dado no GameCube. Eles elogiaram o visual, controles e recursos, comentando o fato de que um "pacote excepcional" estava à venda por um preço baixo; no entanto, ao escrever sobre os controles do Wii, eles disseram: "se você já jogou a versão para GameCube isso não vai ser tão especial." A Official Nintendo Magazine deu a versão de Wii 94%. Eles elogiaram a melhora na precisão dos disparos, mas citaram que o jogo já não tinha o mesmo impacto de quando foi lançado. A IGN elogiou o porte para Wii, afirmando que é esta era uma edição superior, mas não sustentava as vendas do console, como já tinha acontecido com o GameCube e PlayStation 2. A GameSpot elogiou os novos controles do Wii, mas comentou sobre a falta de recursos exclusivos. Jonti Davies do Hyper elogiou Resident Evil 4 por suas "melhorias visuais", mas criticou-o por não ter "nenhum novo conteúdo".
Escrevendo para o EuroGamer, Rich Stanton criticou a versão em alta definição para os consoles. Segundo ele, apesar da boa jogabilidade, os gráficos não foram bem otimizados e a modelagem ficou "feia". Ao concluir sua revisão, ele disse: "Resident Evil 4 é um jogo brilhante, mas é exatamente por isso que Resident Evil 4 HD é uma decepção. Esta não é uma versão definitiva, mas uma tentativa meia-boca criminosa para conseguir mais dinheiro". Leif Johnson do GamesRadar fez comentários semelhantes. Ele notou que os modelos de personagens e efeitos de água receberam um tratamento especial, enquanto os outros detalhes são apenas "texturas antigas esticadas até 1080p." Por fim, ele disse que a "Capcom poderia ter feito mais". Audrey Drake da IGN também teceu comentários negativos com relação aos gráficos da versão em alta definição, observando que em alguns pontos "os ambientes parecem piores do que antes." Já Jonathan Holmes do Destructoid foi mais positivo em sua avaliação. Ele observou que os gráficos estavam um pouco melhores que a versão original de GameCube, mas reclamou da falta de novo conteúdo adicional ou mesmo de um novo traje para os personagens. Apesar disso, ele chamou a versão em alta definição de Resident Evil 4 de "uma marca de excelência".

### Prêmios
O jogo recebeu vários prêmios de várias organizações e sites de jogos eletrônicos. Resident Evil 4 foi nomeado o Jogo do Ano no Spike Video Game Awards de 2005. A Nintendo Power e Game Informer também o classificaram como o melhor jogo de 2005. Ele ainda ficou empatado juntamente com Kingdom Hearts II na lista dos melhores títulos de 2005 feita pela Famitsu. Nintendo Power reconheceu o trabalho de dublagem de Resident Evil 4 no Nintendo Power Awards, enquanto a IGN deu ao jogo o prêmio de "melhor projeto artístico". O International Game Developers Association nomeou Resident Evil 4 ao prêmio de "artes visuais", mas acabou perdendo para Shadow of the Colossus.
Resident Evil 4 é muitas vezes considerado um dos melhores jogos eletrônicos de todos os tempos. A Nintendo Power o classificou como o melhor jogo de GameCube em 2005 e como o segundo melhor jogo da década de 2000 em 2010. Em 2008, Resident Evil 4 também foi classificado em primeiro lugar na lista dos melhores jogos de todos os tempos de acordo com os leitores da IGN. Em 2009, a Game Informer classificou o título como o melhor jogo de GameCube e o terceiro melhor de PlayStation 2. A ScrewAttack também pôs Resident Evil 4 no topo da lista dos melhores jogos de GameCube de todos os tempos, enquanto a GamePro classificou-o como segundo melhor jogo de PlayStation 2. Em 2010, os leitores da PlayStation Official Magazine elegeram-no o décimo maior título já lançado para o PlayStation. Em 2007, a Edge classificou Resident Evil 4 em segundo lugar na sua lista dos melhores jogos de todos os tempos, ficando atrás apenas de The Legend of Zelda: Ocarina of Time. Em 2015, o jogo ficou em sétimo lugar na lista dos quinze melhores jogos desde 2000 feita pela USgamer.

## Legado
Resident Evil 4 é considerado como um dos jogos mais influentes da década de 2000, devido à sua influência na redefinição dos jogos de tiro em terceira pessoa através da introdução de uma "dependência de ângulos de câmara de compensação que não conseguem obscurecer a ação". As alterações na jogabilidade e estilo envolvente ajudaram muitos jogadores não previamente familiarizados com a série. O ponto de visão sobre o ombro introduzido em Resident Evil 4 mais tarde se tornou padrão em jogos de tiro em terceira pessoa, incluindo títulos que variam de Gears of War a Batman: Arkham Asylum. Ele também se tornou em uma "mira de precisão" padrão em jogos de ação em geral, como em Dead Space, Grand Theft Auto e Ratchet & Clank Future e Fallout.
Resident Evil 4 redefiniu o gênero survival horror, enfatizando reflexos e mira precisa, ampliando assim a jogabilidade da série com elementos de ação. No entanto, isso também levou alguns críticos a sugerir que a série Resident Evil tinha abandonado o gênero survival horror, demolindo as convenções do gênero que tinha estabelecido. Outras grande séries de survival horror seguiram o exemplo, através do desenvolvimento de seus sistemas de combate e com mais ação presente, como Silent Hill: Homecoming e a versão 2008 de Alone in the Dark. Estas mudanças representam uma tendência geral entre os jogos de console em direção a jogabilidade de ação visceral.
Enquanto trabalhava em The Last of Us, a Naughty Dog usou ideias de Resident Evil 4, particularmente a tensão e ação. Os designers de Dead Space, Ben Wanat e Wright Bagwell, declararam que seu jogo era originalmente seria o System Shock 3 antes do lançamento de Resident Evil 4, que os inspirou a desenvolvê-lo para algo mais nesse sentido, eventualmente se tornando Dead Space. BioShock também foi influenciado por Resident Evil 4 em relação à sua abordagem aos ambientes, combate e ferramentas, seu design de jogo e elementos táticos, sua "jogabilidade que alimenta a narrativa" e sistema de inventário, e seu nível inicial na vila em termos de como "lidava a natureza sandbox de combate" e em termos de "meio ambiente". Cory Barlog citou Resident Evil 4 como uma influência na franquia God of War, particularmente em God of War (2018), que foi influenciado pela "combinação de exploração e eliminação de cortes de câmera".
A VentureBeat credita Resident Evil 4 por popularizar edições remasterizadas na indústria de jogos eletrônicos por conta de suas várias versões para plataformas como PlayStation 2, Wii, PC, PlayStation 3 e Xbox 360. Após Resident Evil 4, edições remasterizadas se tornaram uma tendência no setor. Exemplos incluem edições remasterizadas de Grand Theft Auto V, Tomb Raider e Grim Fandango.
Uma recriação também intitulada Resident Evil 4 foi lançada em 24 de março de 2023 para Windows, PlayStation 4, PlayStation 5 e Xbox Series X/S.